# Испанцы на Ямайке
Испанцы на Ямайке — это граждане Ямайки испанского происхождения.

## Испанская колонизация Сантьяго
Испанцы сначала поселились в той части северного побережья Ямайки, которая сейчас известна как пэриш Сент-Энн. Там они построили город под названием Севилья-Нуэва, или Новая Севилья. Впоследствии они перебрались в южную часть острова и построили город Сантьяго-де-ла-Вега, который до сих пор называется Спаниш-Таун. В 1540 году остров был отдан семье Колумба в личное поместье, но они ничего не сделали для его развития. Испанская община на Ямайке никогда не была очень большой и процветающей.

## Испанские поселения и города на Ямайке
Напоминаниями об этом историческом периоде являются названия мест по всему острову, таких как Очо-Риос, Рио-Буэно, Санта-Крус, Рио-Кобре, Порт-Антонио и, что наиболее важно, Спаниш-Таун, ранее известный как Сантьяго-де-ла-Вега, столица испанской колонии.